# Su Zent
Su Zent (ur. 25 marca 1996) – turecka siatkarka, grająca na pozycji środkowej.

## Sukcesy klubowe
Puchar CEV:
- 2016

Mistrzostwo Turcji:
- 2017

## Sukcesy reprezentacyjne
Mistrzostwa Europy Kadetek:
- 2013

Mistrzostwa Europy Juniorek:
- 2014

Liga Europejska:
- 2015